# محافظة تييرا ديل فويغو
محافظة أرض النار وأنتاركتيكا وجزر جنوب المحيط الأطلسي هي إحدى محافظات الأرجنتين. يفصلها مضيق ماغلان عن بقية أراضي الأرجنتين. وتضم الأراضي التالية:
- الجزء الشرقي من الجزيرة الكبرى بأرخبيل أرض النار (الجزء الغربي تابع لدولة تشيلي).
- الأراضي التي تخضع للتاج البريطاني، والتي تطالب الأرجنتين بملكيتها (جزر فوكلاند، جورجيا الجنوبية و جزر ساندويتش الجنوبية يحتوي على جزيرتين جزيرة جورجيا الجنوبية وجزر ساندويتش الجنوبية)
- الأراضي التي تطالب الأرجنتين بامتلاكها في القارة القطبية الجنوبية.

## جغرافيتها

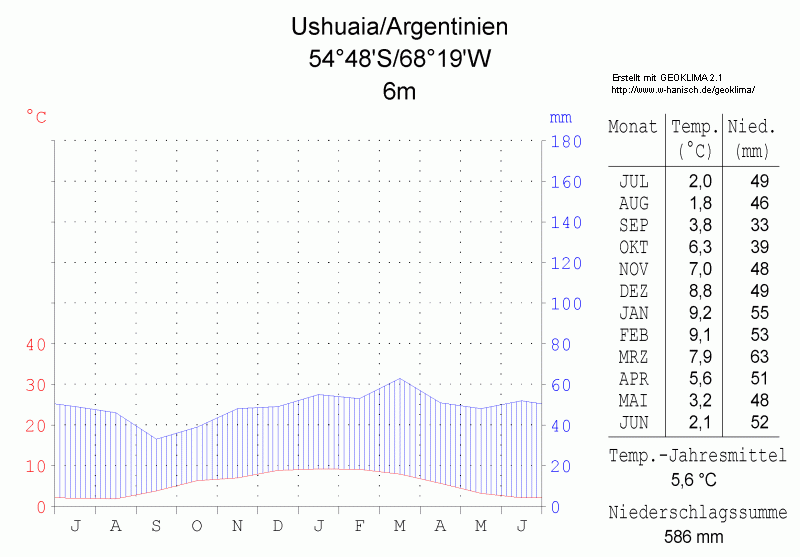
درجات الحرارة وهطول الأمطار السنوية في مدينة Ushuaia.

الجزء الشمالي من الجزيرة الكبرى تتيرا دل فويغو منبسطا ويعتبر سافانا، أما الثلث الجنوبي منها ففيه أمتداد جبال الأندن من الغرب إلى الشرق. في الوديان مغطاة بغابات قطبية ممطرة.
وأما المناخ فهو بحري بارد وعالي الرطوبة خصوصا في الجنوب. أما في الشمال فهو جافا بعض الشيء.
تختلف درجات الحرارة بين 9 درجة مئوية صيفا (ديسمبر، يناير، فبراير) و 2 درجة مئوية شتاءا (يونيو، يوليو، أغسطس).

## السكان
يصل عدد سكان محافظة تييرا دل فويغو الأرجنتينية إلى نحو 100.000 نسمة (تعداد 2001)، ويزداد عددهم باضطراد. عاصمة المحافظة هي مدينة «أوشوايا» وعدد سكانها نحو 38.000 نسمة. وهي تقع في جنوب الجزيرة الكبرى على قنات بيغيل. لكن أكبر المدن هي مدينة «ريو غراندا» على المحيط الأطلسي، ويبلغ عدد سكانها نحو 60.000 نسمة.
تعيش قليل من السكان خارج تلك المدينتين. كان يعيش في تلك المناطق في السابق فصيلتين من السكان الأصليين: سلكنام ويامانا، لكنهم انقرضوا؛ ويتكون السكان من ناس نازحين من المحافظات الشمالية من الأرجنتين وهم أوروبيين الأصل وبعضهم من الشرق الأوسط.

## أعلام
- نيري لييس

## اقرأ أيضا
- محافظة تييرا دل فويغو، (تشيلي)
- أرض النار
- القارة القطبية الجنوبية

## روابط إضافية
- Tierra del Fuego provincial government homepage (in Spanish)
- Tierra del Fuego tourist information (English and Spanish)